# Kanton Moncontour (Côtes-d’Armor)
Der Kanton Moncontour (bretonisch Kanton Monkontour) war bis 2015 ein französischer Wahlkreis im Arrondissement Saint-Brieuc, im Département Côtes-d’Armor und in der Region Bretagne; sein Hauptort war Moncontour. Letzter Vertreter im Generalrat des Départements war von 1979 bis 2015 Jean-Jacques Bizien (PS).

## Gemeinden
| Gemeinde      | Bretonisch         | Einwohner (2022) | Fläche (km²) | Code postal | Code Insee |
| ------------- | ------------------ | ---------------- | ------------ | ----------- | ---------- |
| Bréhand       | Brehant-Monkontour | 1.695            | 24.95        | 22510       | 22015      |
| Hénon         | Henon              | 2.315            | 40.87        | 22150       | 22079      |
| Moncontour    | Monkontour         | 742              | 0.48         | 22510       | 22153      |
| Penguily      | Pengili            | 608              | 10.49        | 22510       | 22165      |
| Quessoy       | Kesoue             | 3.930            | 29.23        | 22120       | 22258      |
| Saint-Carreuc | Sant-Kareg         | 1.554            | 12.69        | 22150       | 22281      |
| Saint-Glen    | Sant-Glenn         | 667              | 11.51        | 22510       | 22296      |
| Saint-Trimoël | Sant-Rivoued       | 521              | 8.35         | 22510       | 22332      |
| Trébry        | Trebrid            | 822              | 25.12        | 22510       | 22345      |
| Trédaniel     | Trezeniel          | 896              | 15.92        | 22510       | 22346      |
| Kanton        | Monkontour         | 13.337           | 179.61       | -           | 2226       |

## Bevölkerungsentwicklung
| 1962   | 1968   | 1975 | 1982   | 1990   | 1999   | 2006   | 2012   |
| ------ | ------ | ---- | ------ | ------ | ------ | ------ | ------ |
| 10.546 | 10.083 | 9921 | 10.703 | 10.925 | 11.152 | 12.255 | 13.337 |